# Unità Socialista
Unità Socialista è stata una lista elettorale italiana costituitasi in occasione delle elezioni politiche del 1948 a seguito dell'accordo tra:
- il Partito Socialista dei Lavoratori Italiani, guidato da Giuseppe Saragat e Alberto Simonini come segretario;
- l'Unione dei Socialisti, di Ivan Matteo Lombardo, nata alcuni mesi prima da una scissione del Partito Socialista Italiano.

La formazione si ispirava ai valori della socialdemocrazia e al socialismo riformista. Si contrapponeva ad un simile raggruppamento, il Fronte Democratico Popolare, che raccoglieva invece i partiti socialista e comunista, questi ultimi più legati all'Unione Sovietica.
La lista di Unità Socialista ottenne il 7% dei consensi e 33 seggi alla Camera dei deputati, mentre al Senato, dove in alcune regioni presentò candidature congiunte coi repubblicani nel nome del laicismo, strappò complessivamente 8 scranni.